# Quartier Bréquigny
Le quartier Bréquigny est un quartier de la ville de Rennes situé au sud-ouest de la ville et mixant immeubles, maisons individuelles et espaces de sports et de loisirs.
C'est dans ce quartier que l'on trouve notamment la piscine olympique de la ville de Rennes, la salle omnisports Colette-Besson et le parc de Bréquigny.
Il est subdivisé en trois sous-quartiers :
- Bréquigny
- Les Champs Manceaux
- Les Chalais

## Toponymie
Bréquigny est noté Brequinio en 1212.
Au Moyen Âge, on y trouvait un château et une seigneurie de Bréquigny.

## Situation
|                           | Rennes, quartier Sud-Gare  |                            |
| Saint-Jacques-de-la-Lande | quartier Bréquigny         | Rennes, quartier Le Blosne |
|                           | Noyal-Châtillon-sur-Seiche |                            |

## Bréquigny
Le quartier est situé entre la rue de Nantes à l'ouest et l'avenue du Canada à l'est. Il inclut également une petite zone rurale à l'extérieur de la rocade : le bois Harel.
C'est un quartier très connu pour ses nombreux équipements sportifs, le plus emblématique étant sa piscine qui accueille régulièrement des compétitions à vocation régionale voire nationale.
Outre cette base de loisirs, le quartier est également apprécié pour son parc, et plus largement par sa végétation très présente. Le lycée occupe également une superficie importante dans le quartier. Ces trois ensembles occupent la majeure partie du quartier et les logements sont finalement concentrés sur les extérieurs du quartier. À l'est sur l'avenue du Canada, Bréquigny est composé d'immeubles, dans la continuité du quartier des Chalais, tandis qu'à l'ouest entre la rue de Nantes et l'avenue de Bréquigny, on trouve à la fois des maisons ainsi que quelques imposantes barres d'immeubles, à proximité du centre commercial Bréquigny. Toujours dans ce même secteur, au sud du parc de Bréquigny se situent les jardins de Londres et d'Écosse, deux squares entourés de maisons plutôt cossues. Enfin, à l'extrême ouest du quartier, de l'autre côté de la rue de Nantes se situe le square du Haut-Blosne, une vaste copropriété à la limite de Saint-Jacques-de-la-Lande.

### Commerces et équipements
- Parc de Bréquigny
- Bibliothèque Clôteaux-Bréquigny
- Lycée Bréquigny
- Centre commercial Bréquigny
- Plaine de jeux de Bréquigny :
  - Salle Colette Besson, salle de sports et de spectacles ;
  - Piscine de Bréquigny : un bassin olympique et un bassin de 25 mètres;
  - Dojo Régional ;
  - Boulodrome ;
  - Salle de gymnastique acrobatique ;
  - 6 terrains de football ;
  - 1 piste d'athlétisme ;
  - 4 terrain de tennis extérieurs.
- Groupe scolaire Les Clôteaux
- Jardin de Londres
- Jardin d'Écosse

### Transports
- Ligne C3 à l'est, sur l'avenue du Canada
- Ligne C5 à l'ouest, sur la rue de Nantes
- Lignes 13, 59 et 72 au centre, sur l'allée Pierre de Coubertin.

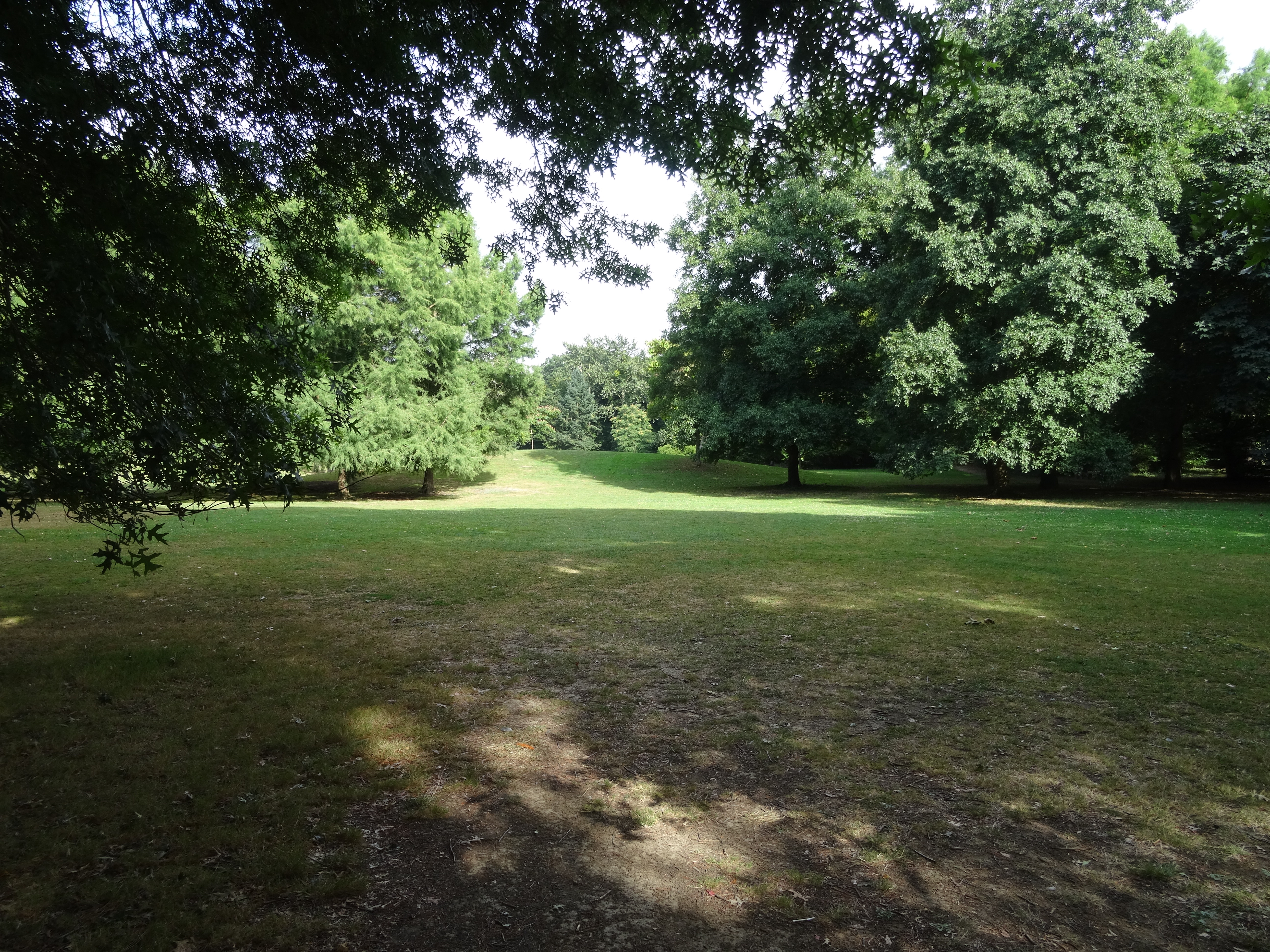
Parc de Bréquigny
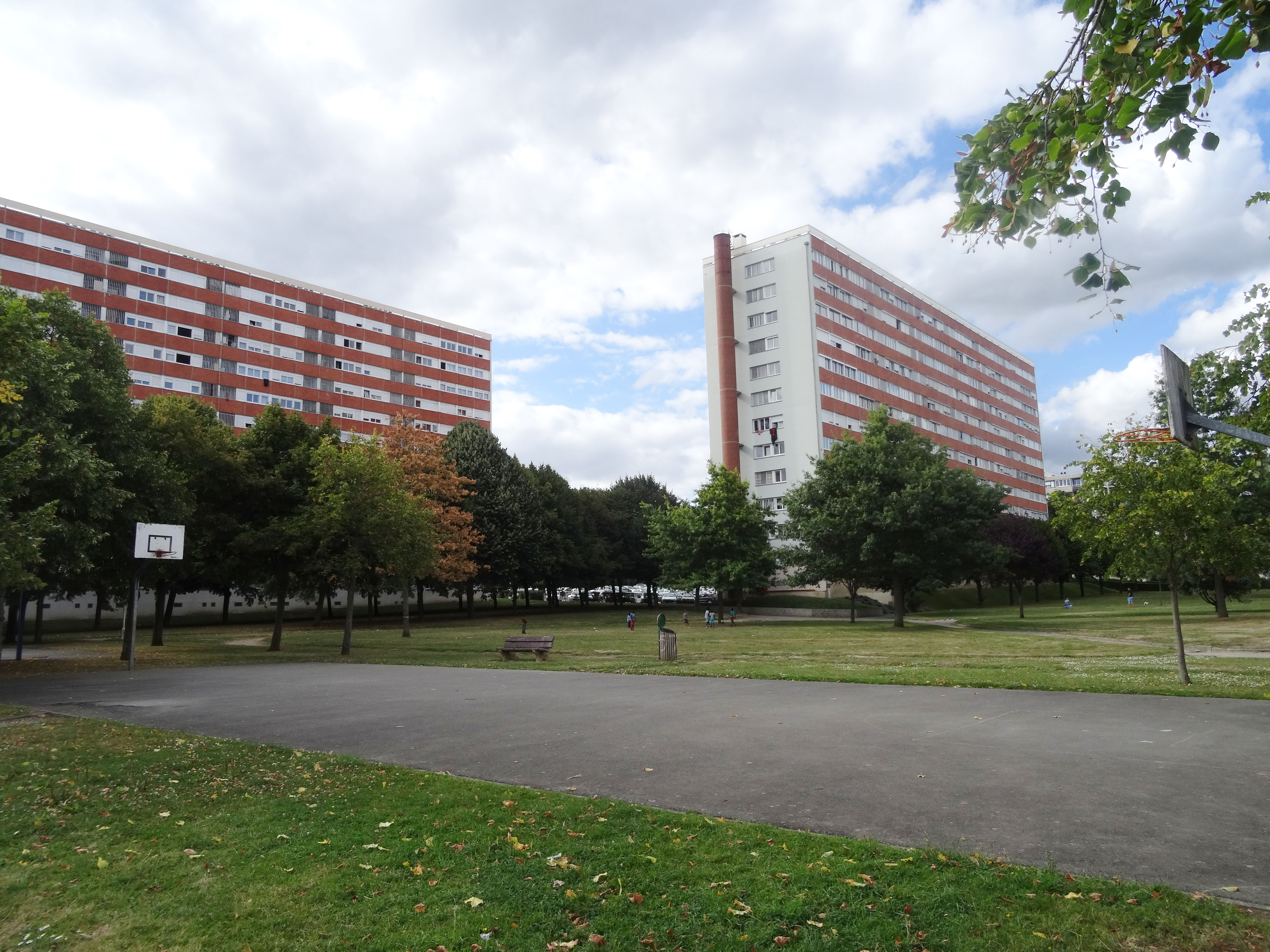
Square du Bobéril

### Voies principales
- avenue de Bréquigny
- avenue du Canada
- rue de Nantes
- allée Pierre de Coubertin

## Champs Manceaux
Situé au nord de Bréquigny, dont il est séparé par le boulevard Albert 1er, c'est un quartier mixte, composé de maisons et d'immeubles. Il est bordé à l'ouest par la rue de Nantes, au nord par le boulevard Clemenceau et à l'est par la rue Général Nicolet.
Le quartier comprend dans sa moitié est deux immeubles emblématiques, la tour Sarah-Bernhardt et l'immeuble Arc-en-Ciel. 
L'immeuble Arc-en-Ciel, conçu par les architectes Deltombe et Lemercier fait référence à l'architecture de Le Corbusier et reprend la conception de la Cité radieuse. Chaque étage, de couleur différente est conçu comme une rue.
Concernant la tour, ce sont également les architectes Deltombe et Lemercier qui l'ont conçue. Initialement bâtie au milieu des champs, la tour Sarah-Bernhardt et les immeubles du square Charles-Dullin sont les premiers logements sociaux du quartier. Dès 1962, les habitants ont intégré les premiers étages de la tour Sarah-Bernhardt tandis que les étages supérieurs étaient aménagés au fur et à mesure. Ces logements répondaient à un besoin d'accompagner la migration rurale et à la demande des salariés plus nombreux tandis que l'activité industrielle du bassin rennais se développait.
Actuellement, la tour est dans un profond programme de réhabilitation, son aspect extérieur sera totalement revu puisque des matériaux tels que l'inox seront utilisés pour améliorer le visuel de cette tour. Ce sera aussi l'occasion de refaire les appartements, avec une meilleure isolation phonique et thermique, des vitres plus grandes pour profiter de la vue imprenable qu'offre cette tour. Enfin, la pagode coiffant le toit sera de couleur rouge, et éclairée la nuit, telle un phare dans la ville. Hormis ces deux immeubles emblématiques et leurs abords, le reste du quartier, à l'ouest, est essentiellement composé de maisons individuelles similaires aux quartiers composant Sud-Gare. Cette zone est parfois appelée Saint-Yves, du nom de l'église qui borde la rue de Nantes. Non loin se situe le lycée professionnel Jean-Jaurès qui occupe une place importante dans le quartier, entre la rue Victor Rault et le boulevard Albert 1er. Outre la tour, on retrouve également le nom de Sarah Bernhardt pour le marché du quartier qui se déroule le jeudi matin.

### Commerces et équipements
- Bibliothèque Champs-Manceaux
- Espace Social Commun Aimé Césaire
- Lycée Jean-Jaurès
- Jardin Charles Dullin
- Square Louis Jouvet

### Transports
- Ligne C5 sur la rue de Nantes
- Ligne C3 sur la rue Louis et René Moine.

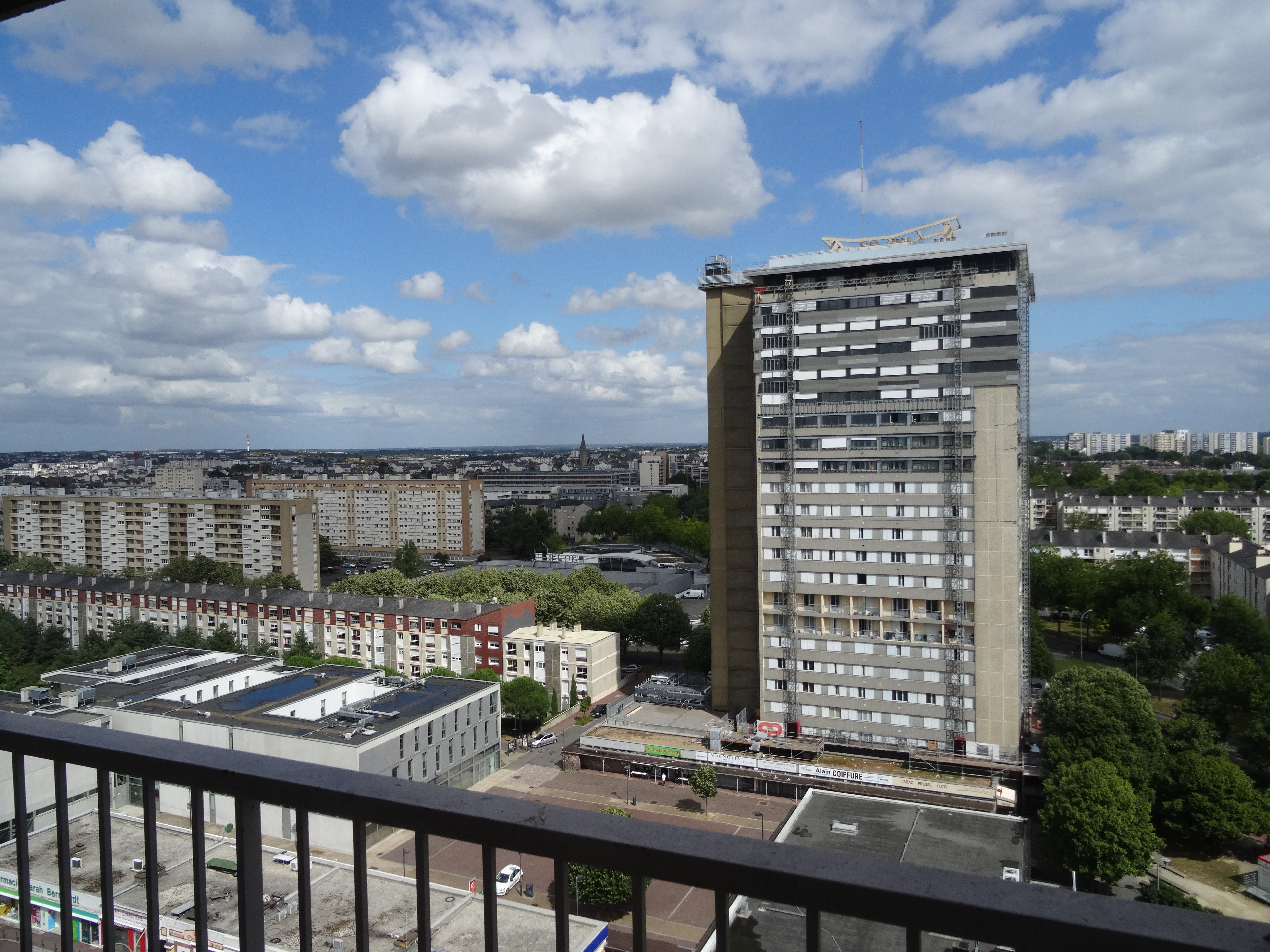
Tour Sarah Bernhardt en cours de rénovation en août 2015
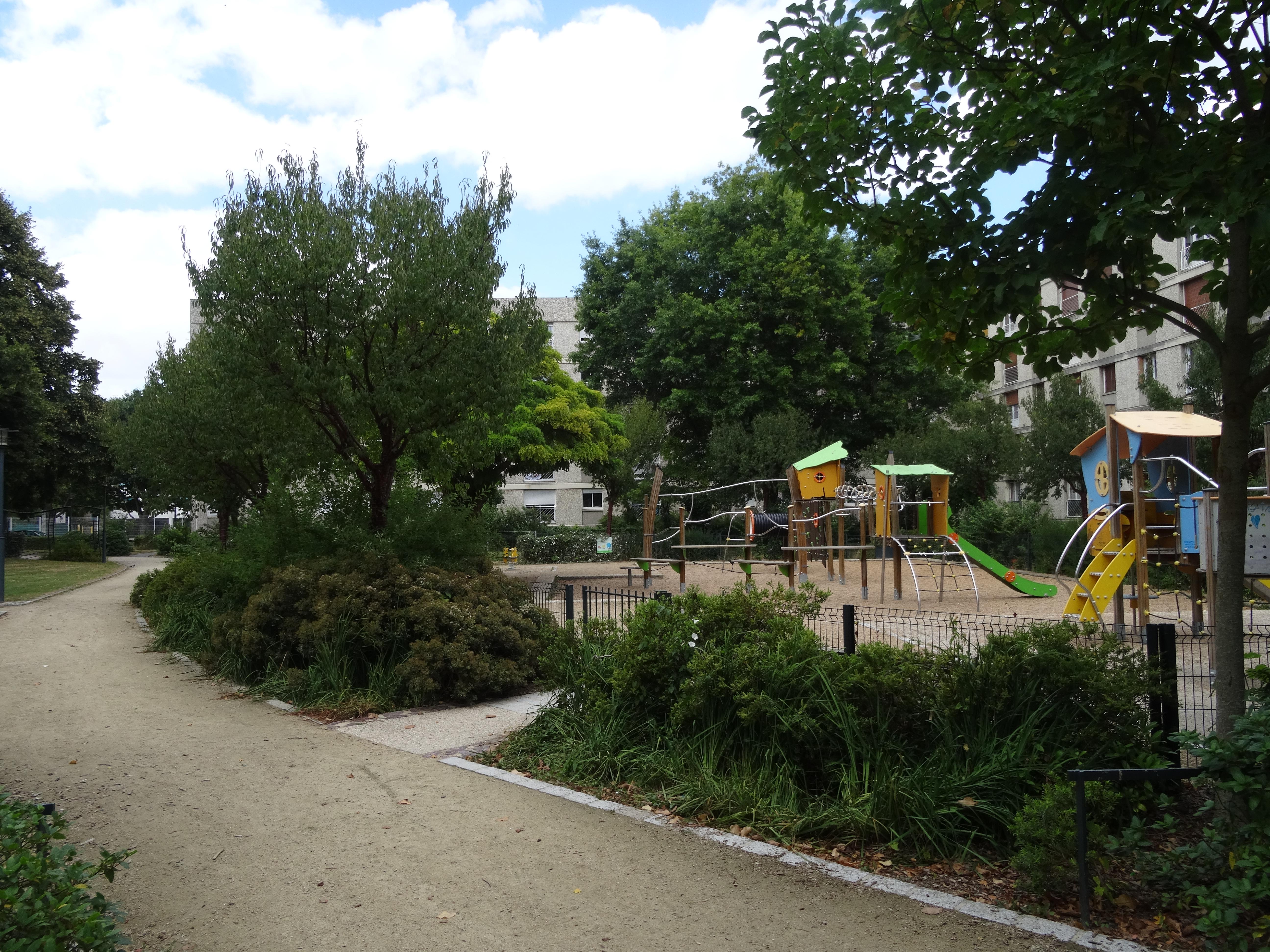
Jardin Louis Jouvet

### Voies principales
- boulevard Albert Ier
- rue Le Guen de Kerangal
- rue Louis et René Moine
- rue Victor Rault

## Les Chalais
Bordé à l'est par l'avenue Henri Fréville et au nord par le boulevard Clemenceau, c'est un quartier plutôt de grands ensembles. La partie sud est souvent appelée Alma, du nom du centre commercial et des établissements voisins, qui occupent une place importante dans le quartier. Ouvert en 1971, ce centre commercial est alors le premier du Grand Ouest et le troisième en France, entièrement rénové en 2013. Très proche, se situe également un deuxième pôle commercial, Almadies, à vocation beaucoup plus locale. Située le long de l'avenue Henri Fréville, on trouve le long de cet axe de nombreuses entreprises qui forme la limite avec les quartiers Italie et Binquenais. Au nord, le quartier des Chalais s'étend jusqu'au boulevard Clemenceau, et a été le cadre d'une opération de renouvellement urbain, la ZAC Clemenceau, où figure plusieurs bâtiments publics et parapublics, avec en premier lieu l'hôtel d'agglomération de Rennes Métropole. D'autres édifices sont venus s'y adjoindre avec notamment l'AUDIAR, la mairie de quartier Bréquigny Sud-Gare, Trajectoires etc., ainsi que des immeubles de logements plus modernes. Témoin de l'occupation plus ancienne des lieux, on trouve aussi dans ce quartier le manoir des Hautes-Chalais.
Hormis cette partie plus dense, c'est un quartier globalement très aéré avec la présence de cheminements piétonniers et d'espaces verts, en particulier autour de l'école Jacques Prévert et derrière les immeubles du square des Hautes-Chalais. Il possède des caractéristiques urbanistiques identiques à celles qu'on trouve au Blosne, en particulier sur la rue de Suède où l'on trouve des immeubles assez hauts, qui peuvent laisser croire à une forte densité d'habitation, mais qui est en réalité plutôt moyenne du fait d'un espacement et d'une superficie importante accordée à des parkings mi-enterrés - mi-aériens, mais également aux nombreux espaces verts évoqués.

### Commerces et équipements
- Centre commercial Alma
- Centre commercial les Almadies
- Groupe scolaire Chalais-Prévert
- Parc des Chalais
- Mairie de quartier Bréquigny - Sud Gare

### Transports
- Stations de métro Henri Fréville et Clemenceau
- Lignes C3 et 13 rue du Bosphore.

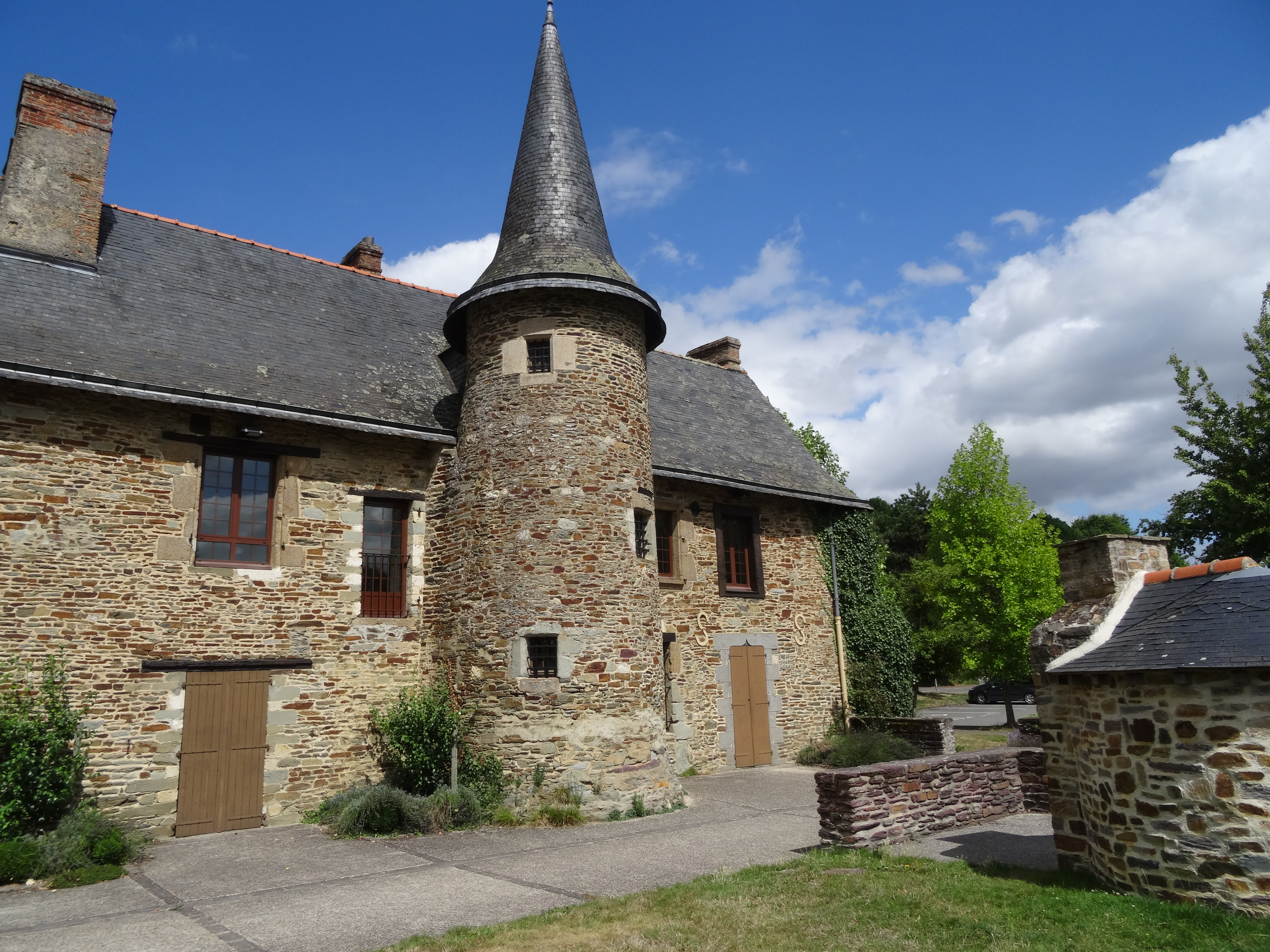
Le manoir des Hautes-Chalais
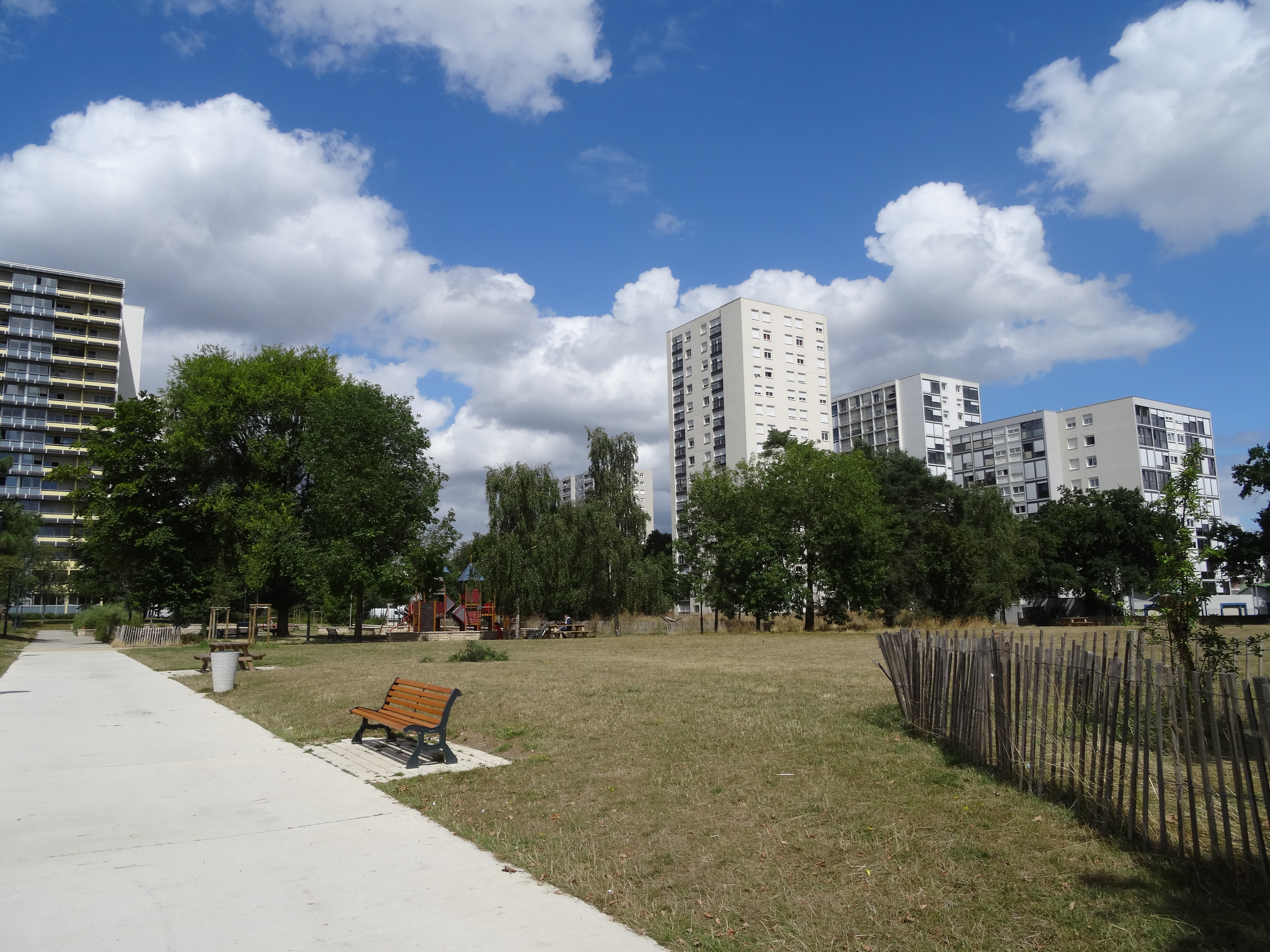
Jardin des Vikings

### Voies principales
- boulevard Albert Ier
- rue du Suède
- boulevard de l'Yser
- rue Yves Noël